# فرودگاه کولتسوو
فرودگاه کولتسوو  (به انگلیسی: Koltsovo Airport) یک فرودگاه همگانی با کد یاتا SVX است که یک باند فرود بتن دارد و طول باند آن ۳۰۲۵ متر است. این فرودگاه در شهر یکاترینبورگ کشور روسیه قرار دارد و در ارتفاع ۲۳۳ متری از سطح دریا واقع شده‌است.

## شرکت‌های هواپیمایی و مقصدهای پروازی

### مسافری
| شرکت‌های هواپیمایی                      | مقصدهای پروازی |
| -------------------------------------- | --- |
| آئروفلوت                               | شرمتیوو |
| آئروفلوت اجرا توسط روسیه ایرلاینز      | ونوکووا, پالکوو |
| ایر آستانه                             | آستانه |
| پگاسوس اژیا                            | مناس |
| Alrosa Mirny Air Enterprise            | میرنی، تولمچوا |
| اطلس گلوبال                            | فصلی: آنتالیا |
| اویا ترافیک کمپانی                     | مناس، اوش |
| آذربایجان ایرلاینز                     | حیدر علی‌اف |
| کرندون ایرلاینز                        | فصلی: آنتالیا |
| چک ایرلاینز                            | پراگ رازیون |
| الین‌ایر                                | فصلی: سالونیک |
| فن‌ایر                                  | هلسینکی |
| فلای‌دبی                                | دوبی |
| Gazpromavia                            | Beloyarsky سووتسکی تیومنسکایا، ونوکووا، نادیم نووی اورنگوی یامبورگ |
| کومی‌اویاترنس                           | سیکتیوکار |
| نورداستار                              | نیژنوارتوفسک، الیکل, روستوف-نا-دونو, |
| انور ایر                               | آنتالیا |
| Orenburzhye                            | ایژفسک، خانتی-مانسییسک، نیژنوارتوفسک، اورنبورگ تسنترالنی، رسچینو، اورای |
| Pegas Fly                              | سوچی |
| پابیدا                                 | یملیانو، ونوکووا، تولمچوا، سوچی, پالکوو فصلی: آناپا |
| RusLine                                | قازان، لیپتسک، نووی اورنگوی، نویابرسک، کورومچ، بوگاشف، اوفا، چرتوویتسکویه |
| اس۷ ایرلاینز                           | دوموده‌دوو، تولمچوا |
| اس۷ ایرلاینز اجرا توسط گلوبوس ایرلاینز | دوموده‌دوو، تولمچوا |
| سامان ایر                              | دوشنبه، خجند |
| تاجیک ایر                              | دوشنبه |
| ترکیش ایرلاینز                         | آتاترک |
| اورال ایرلاینز                         | حیدر علی‌اف، پکن، مناس، ایگناتیوا، دوبی، دوشنبه، هاربین تایپینگ، ایرکوتسک، خرابوروفو (آغاز از ۲۱ ژوئیه ۲۰۱۷), خاباروفسک ناوی، خجند، کرابی (آغاز از ۳ ژوئیه ۲۰۱۷)، دوموده‌دوو، نمنگان، تولمچوا، اوش، شارل دوگل پاریس, پراگ رازیون، پالکوو، سوچی، تاشکند، تفلیس، بن گوریون، ولادی‌وستوک، زوارتنوتس فصلی: آناپا، آنتالیا، بارسلونا-ال پرات، بورگاس، کاتانیا-فونتاناروسا، کادالا، گلن دژیک، لارناکا، فدریکو فلینی، لئوناردو دا وینچی-فیومیچینو، سیمفروپول، تیوات |
| یوتی‌ایر اوییشن                         | Beloyarskiy، خانتی-مانسییسک، استریگینو، کورومچ، سورگوت، رسچینو, اوفا |
| ازبکستان ایرویز                        | فرغانه, نمنگان، تاشکند |
| یاکوتیا ایرلاینز                       | تولمچوا، یاکوتسک |
| یامال ایرلاینز                         | یملیانو، نادیم، تولمچوا، نووی اورنگوی، سالخارد، رسچینو |

### باری
| شرکت‌های هواپیمایی       | مقصدهای پروازی                         |
| ----------------------- | -------------------------------------- |
| AirBridgeCargo Airlines | چنگدو شوانگلیو، هنگ کنگ، شانگهای پودنگ |
| ام‌ان‌جی ایرلاینز         | آتاترک                                 |